# フロレンティン・ツー・ザルム＝ザルム
ヴィルヘルム・フロレンティン・ルートヴィヒ・カール・ツー・ザルム＝ザルム（Wilhelm Florentin Ludwig Karl Fürst zu Salm-Salm, 1786年3月17日 - 1846年8月2日）は、ドイツの諸侯・シュタンデスヘル。ザルム＝ザルム侯。

## 生涯
ザルム＝ザルム侯コンスタンティンと最初の妻のレーヴェンシュタイン＝ヴェルトハイム＝ロシュフォール侯女ヴィクトリア・フェリーツィタス（1769年 - 1786年）の間の第2子、長男。母はレーヴェンシュタイン＝ヴェルトハイム＝ローゼンベルク侯ドミニク・コンスタンティンの妹。父がナポレオン庇護下のライン同盟の構成国ザルム侯国の統治者となった縁故から、ナポレオンの親類との縁談が持ち込まれた。1810年6月21日カッセルにて、コルシカ島の貴族ニコロ・ディ・ロッシ（Nicolò di Rossi）と妻アンジェラ・マリア・バチョッキ（AngelaMaria Baciocchi）の間の娘フラミニア・ディ・ロッシ（1795年 - 1840年）と結婚した。彼女はナポレオンの妹エリーザの夫フェリーチェ・バチョッキの姪であった。
ヴェストファーレン王ジェローム・ボナパルトの副官を務め、同国軍陸軍大佐の肩書を与えられた。この主従関係のため、王国に隣接するベルク大公国での暴動鎮圧の軍事行動に参加している。ウィーン会議後のヨーロッパ新秩序の出現により、1810年まで主権を保ったザルム侯国はプロイセン王国領に編入された。一方、フロレンティンは1828年の父の死と同時にザルム＝ザルム侯位と所領を継承した。1830年のベルギー独立革命の際、フロレンティンはベルギーに帰属した家領の一部ホーホストラーテン公領の代表者同盟により、ベルギー国王に推挙されたが、即位は実現しなかった。
フーベルトゥス勲章、ヴェストファーレン王冠勲章を拝受している。

## 子女
妻フラミニアとの間に3人の息子をもうけた。
- アルフレート・コンスタンティン・アレクサンダー・アンゲルス・マリア（1814年 - 1886年） - ザルム＝ザルム侯
- エミール・ゲオルク・マクシミリアン・アウグスト（1820年 - 1858年） - 1851年アグネス・フォン・イージンクと結婚
- フェリックス・コンスタンティン・アレクサンダー・ヨハン・ネポムク（1828年 - 1870年） - 1862年アグネス・ルクラーク・ジョイと結婚

## 引用
1. ↑  Porträt der späteren Fürstin Flaminia zu Salm-Salm, DIA-1031 im Portal erfgoedbankhoogstraten.be, abgerufen am 4. Februar 2014
2. ↑  Allgemeine deutsche Real-Encyklopädie für die gebildeten Stände. Brockhaus, Leipzig 1836, Band 9, Seite 616
3. ↑  フロレンティンの義兄アンジェ・パスカル・デ・ロッシもヴェストファーレン王国軍に陸軍少佐（1810年）・大佐（1811年）として在籍し、ジェロームの副官を務めていた。参照：Hof- und Staats-Handbuch des Königreichs Westphalen, verlegt bei den Gebrüdern Hahn, Hannover, 1811, S. 73.